# Classe Rudderow
La classe Rudderow est une classe de vingt-deux destroyers d'escorte de l'United States Navy construits entre 1943 et 1944 et actifs jusqu'en 1970.

## Liste des navires
| Nom               | Numéro | Lancement        | Mise en service  | Retrait du service | Destin                                   |
| ----------------- | ------ | ---------------- | ---------------- | ------------------ | ---------------------------------------- |
| Rudderow          | DE-224 | 14 octobre 1943  | 15 mai 1944      | 15 janvier 1947    | démoli 1970                              |
| Day               | DE-225 | 14 octobre 1943  | 10 juin 1944     | 16 mai 1946        | coulé comme cible, mars 1969             |
| Chaffee           | DE-230 | 27 novembre 1943 | 9 mai 1944       | 15 avril 1946      | démoli 1948                              |
| Hodges            | DE-231 | 12 décembre 1943 | 27 mai 1944      | 22 juin 1946       | démoli 1973                              |
| Riley             | DE-579 | 20 octobre 1943  | 13 mars 1944     | 15 janvier 1947    | Taiwanese Tai Yuan, 1968, démoli 1992    |
| Leslie L.B. Knox  | DE-580 | 8 janvier 1944   | 22 mars 1944     | 15 juin 1946       | démoli 1973                              |
| McNulty           | DE-581 | 8 janvier 1944   | 31 mars 1944     | 2 juillet 1946     | coulé comme cible, novembre 1972         |
| Metivier          | DE-582 | 12 janvier 1944  | 7 avril 1944     | 1 juin 1946        | démoli 1969                              |
| George A. Johnson | DE-583 | 12 janvier 1944  | 15 avril 1944    | septembre 1957     | démoli 1966                              |
| Charles J. Kimmel | DE-584 | 15 janvier 1944  | 20 avril 1944    | 15 janvier 1947    | coulé comme cible, novembre 1969         |
| Daniel A. Joy     | DE-585 | 15 janvier 1944  | 28 avril 1944    | 1 mai 1965         | démoli 1966                              |
| Lough             | DE-586 | 22 janvier 1944  | 2 mai 1944       | 24 juin 1946       | démoli 1970                              |
| Thomas F. Nickel  | DE-587 | 22 janvier 1944  | 9 juin 1944      | 26 février 1958    | démoli 1973                              |
| Peiffer           | DE-588 | 26 janvier 1944  | 15 juin 1944     | 1 juin 1946        | coulé comme cible, mai 1967              |
| Tinsman           | DE-589 | 29 janvier 1944  | 26 juin 1944     | 11 mai 1946        | démoli 1973                              |
| DeLong            | DE-684 | 23 novembre 1943 | 31 décembre 1943 | 8 août 1969        | coulé comme cible, février 1970          |
| Coates            | DE-685 | 9 décembre 1943  | 24 janvier 1944  | 30 juin 1962       | coulé comme cible, septembre 1971        |
| Eugene E. Elmore  | DE-686 | 23 décembre 1943 | 4 février 1944   | 31 mai 1946        | démoli 1969                              |
| Holt              | DE-706 | 15 février 1944  | 9 juin 1944      | 2 juillet 1946     | Korean Chung Nam, juin 1963, démoli 1984 |
| Jobb              | DE-707 | 4 mars 1944      | 4 juillet 1944   | 13 mai 1946        | démoli 1970                              |
| Parle             | DE-708 | 25 mars 1944     | 29 juillet 1944  | 1 juillet 1970     | coulé comme cible, octobre 1970          |